# Danny Sapani
Danny Sapani (Londres, 15 de noviembre de 1970) es un actor británico que trabaja en películas del cine británico, estadounidense e indio. Es más conocido por aparecer en Misfits, Doctor Who, Penny Dreadful, The Crown, Star Wars: The Last Jedi y Black Panther.

## Primeros años
Sapani nació en Londres, uno de los seis hijos de padres inmigrantes ghaneses. Se crio en el Hackney, y primero se interesó por la actuación en el Weekend Arts College de Kentish Town. Se formó en la Central School of Speech and Drama.

## Carrera
Sapani apareció en la película de Danny Boyle Trance. Sus créditos en el escenario incluyen las obras de August Wilson Joe Turner's Come and Gone y Radio Golf, el clásico caribeño de Errol John Moon on a Rainbow Shawl y la producción del The National Theatre de Euripides Medea. También ha actuado en la película de acción india de 2013, Singam II como el capo de la droga Michael Kong (mismo nombre en clave que él mismo).
En 2021 actuó junto a Adrian Lester en la versión en streaming de Hymn de Lolita Chakrabarti desde el teatro Almeida de Londres. Sus interpretaciones fueron descritas como 'cautivadoras, recogiendo con delicadeza los matices de dos hombres completos y rotos a la vez'.
Sus papeles en televisión incluyen apariciones en Misfits, Ultimate Force y Blackout, mientras que sus apariciones como invitado en televisión incluyen Judge John Deed y el episodio de Doctor Who "A Good Man Goes to War" como el Coronel Manton. Durante las dos primeras temporadas, Sapani interpretó el papel de Sembene en la serie de Showtime Penny Dreadful.
El 19 de agosto de 2019 Deadline informó de que Sapani se uniría al reparto de la serie de BBC America y AMC Killing Eve.